# Route 690 (Nouveau-Brunswick)
Pour les articles homonymes, voir Route 690.
La route 690 est une route locale du Nouveau-Brunswick située dans le centre-est de la province, au sud de Minto, et à l'est de Fredericton, longue de 48 kilomètres. Elle traverse une région principalement boisée et aquatique, puisqu'elle suit le berges du lac Grand sur tout son tracé. De plus, elle est pavée sur toute sa longueur.

## Tracé
La 690 débute à McGowans Corner, juste au nord du fleuve Saint-Jean, sur la route 105. Elle commence par se diriger vers le nord-est pendant 5 kilomètres, en étant un peu sinueuse, en plus de traverser la zone provinciale naturelle protégée de Grand Lake Meadows, et en plus de traverser le lac French. À Lakeville Corner, elle croise la route 670, puis son tracé devient très compliqué alors qu'elle suit les berges des lacs Maquapit et Grand. Elle traverse notamment Douglas Harbour, Sunnyside Beach et Newcastle Creek en suivant le lac Grand. De plus, elle un peu sinueuse durant toute cette section, et elle se dirige globalement vers l'est jusqu'à Douglas Harbour, où elle bifurque vers le nord pour se diriger globalement vers le nord. À Newcastle Creek, elle tourne vers le nord-ouest pour se terminer environ 5 kilomètres plus loin, sur la route 10, près de Minto. 

## Intersections principales
| route 690        |                  |    |                                       |                         |
| Comté            | Location         | km | Intersection/Destinations             | Notes                   |
| Comté de Sunbury | McGowans Corner  | 0  | R-105, Fredericton, Cambridge-Narrows | extrémité sud de la 690 |
| Comté de Sunbury | Lakeville Corner | 5  | R-670 nord, Ripples, Albrights Corner |                         |
| Comté de Queens  | Minto            | 48 | R-10, Chipman, Fredericton            | extrémité sud de la 690 |